# Kalialang (Kemangkon)
Kalialang is een bestuurslaag in het regentschap Purbalingga van de provincie Midden-Java, Indonesië. Kalialang telt 1186 inwoners (volkstelling 2010).